# ATC-kod V07: Tekniska hjälpmedel
ATC-kod V07: Tekniska hjälpmedel är en del av klassificeringssystemet ATC (Anatomical Therapeutic Chemical Classification System) för läkemedel och vissa andra medicinska produkter. ATC utvecklas av WHO och består av alfanumeriska koder indelade i grupper utifrån anatomi, medicinsk funktion och läkemedelstyp på 5 olika kodnivåer. Denna sida utgör innehållet i en specifik grupp på nivå 2.

## V07A Övrigt

### V07AAPlåster
Inga undergrupper.

### V07ABLösningsmedel, utspädningsvätskor, inkl spolvätskor
Inga undergrupper.

### V07AC Hjälpmedel vidtransfusioner,infusioner, m.m.
Inga undergrupper.

### V07AD Hjälpmedel vidblodprov
Inga undergrupper.

### V07ANInkontinens-tillbehör
Inga undergrupper.

### V07AR Sensitivity tests, discs and tablets
Inga undergrupper.

### V07ASStomi-tillbehör
Inga undergrupper.

### V07ATKosmetika
Inga undergrupper.

### V07AV Tekniskadesinfektionsmedel
Inga undergrupper.

### V07AXTvättlösningaretc.
Inga undergrupper.

### V07AY Övriga icke-terapeutiska medel
Inga undergrupper.

### V07AZKemikalierochreagenserför analyser
Inga undergrupper.

### Engelska
- WHO Collaborating Centre for Drug Statistics Methodology - ATC Index
- WHO Collaborating Centre for Drug Statistics Methodology - ATCvet Index

### Svenska
- SIL online
- FASS.se - ATC
- FASS.se - Veterinär-ATC
- Sök läkemedelsfakta - Läkemedelsverket
- Socialstyrelsen : Klassifikationer
- Nationellt produktregister för läkemedel - NPL